# Едуард Нгіренте
Едуард Нгіренте (англ. Édouard Ngirente; нар. 22 лютого 1973) — економіст і політик Руанди, прем'єр-міністр Руанди з 30 серпня 2017 року до 23 липня 2025 року.
Вивчав економіку в національному університеті Руанди. Здобув докторський ступінь у католицькому університеті Лувена, працював викладачем у Руанді. В 2010 році він був призначений директором з планування Міністерства фінансів, а через рік був переведений на посаду старшого радника. В 2014 році встав старшим радником Світового банку у Вашингтоні. 30 серпня 2017 року призначений прем'єр-міністром.